# Höllmühlbach

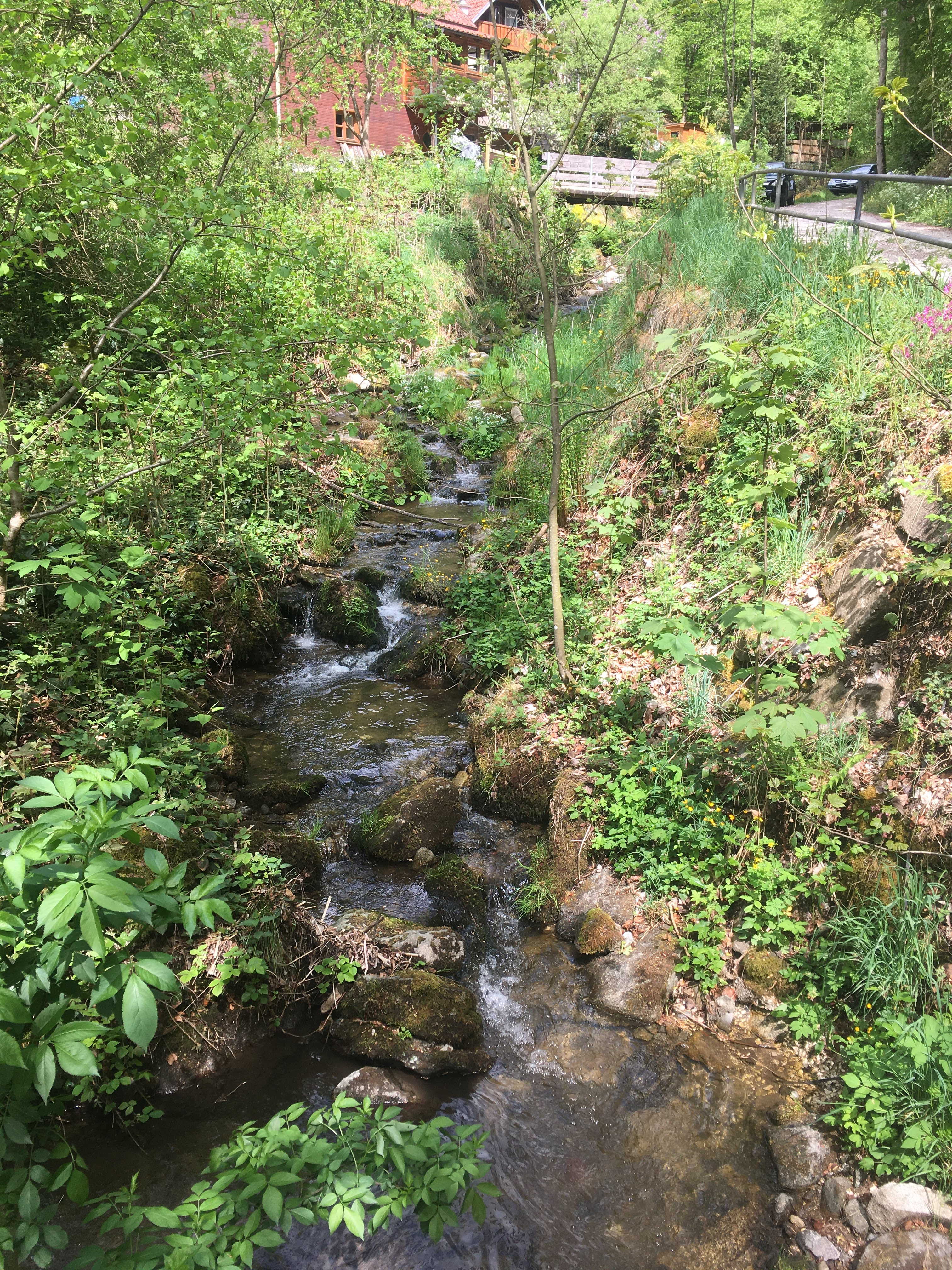
Höllmühlbach entlang der Gründbergstraße vor der Abzweigung in den Steinbockweg nach Lichtenberg

Der Höllmühlbach (auch Höhlmühlbach) ist ein linker Nebenfluss des durch den Diesenleitenbach gebildeten Urfahrer Sammelgerinnes – bis zur Regulierung durch den Bau des Kraftwerks Abwinden der Donau – in Oberösterreich. Der Name bezieht sich auf die ehemalige, am Oberlauf des Baches gelegene Höllmühle (Koglhörmühle), zu welcher die Höllmühlstraße führte.

## Verlauf
Der Höllmühlbach entspringt am Osthang des Lichtenbergs in der gleichnamigen Gemeinde. Er fließt in südöstlicher Richtung und erreicht beim Steinbockweg die Linzer Stadtgrenze. Anschließend fließt er parallel zur Gründbergstraße, Nußbaumstraße und Am Gründberghof und unterquert in Gründberg die Leonfeldener Straße. Weiter fließt er zur Linzer Straße und weiter nach Steg, wo er die Freistädter Straße und dann die Mühlkreis Autobahn unterquert. Unmittelbar danach mündet er in das Urfahrer Sammelgerinne, das durch den Diesenleitenbach gebildet wird. Etwa hier befand sich die Mündung in die Donau, deren Pegel durch den Bau des Kraftwerks Abwinden anstieg, sodass ein Sammelgerinne angelegt wurde, welches in Abwinden unterhalb des Kraftwerks dann in die Donau mündet.
Während der Oberlauf des Höllmühlbaches naturbelassene Wildbachcharakteristik zeigt, ist der Unterlauf im Linzer Stadtgebiet stark reguliert.

## Einzugsgebiet
Der Oberlauf des Höllmühlbaches liegt im Bereich des Moldanubikums der Böhmischen Masse mit Sedimentabdeckung. Die gebirgsbildenden Einheiten stellen Migmatit, Perlgneis und Grobkorngneis. Der Unterlauf liegt in der Molassezone mit Mergel, Sand, Kies und Kalk.
Die Böden des Einzugsgebietes bestehen zum überwiegenden Teil aus kalkfreier Felsbraunerde und sind wegen der mäßigen Wasserspeicherkraft und hohen Durchlässigkeit trocken bis mäßig trocken.

## Geschichte
Das keltische Oppidum von Gründberg wurde auf der Hochebene des Gründbergs angelegt, die durch die beiden steil abfallenden Flanken zum Höllmühlbach im Westen und zum Haselbach im Osten geschützt war.
Im 19. Jahrhundert siedelten sich auf Grund des kalkarmen Wassers des Höllmühlbachs dort mehrere Wäschereien an, deren Kundschaft hauptsächlich die Linzer Stadtbürger waren.
Um das Jahr 1970 wurde der Unterlauf des Höllmühlbachs im Zuge der Wildbachverbauung auf einer Länge von ca. 3 km stark reguliert und mit einer wasserdichten Sohle versehen.